# Pêro Pinheiro
Pêro Pinheiro is een plaats en freguesia in de Portugese gemeente Sintra in het district Lissabon. In 2001 was het inwonertal 4.712 op een oppervlakte van 16,06 km². Sinds 11 maart 1988 is Pêro Pinheiro een zelfstandige freguesia en sinds 24 augustus 1989 heeft het de status van Vila.